# العرج (محافظة بدر الجنوب)
الخانق هو مركزٌ سعوديٌ تابعٌ لمحافظة بدر الجنوب التابعة لمنطقة نجران، في المملكة العربية السعودية. المركز من الفئة (ب)، ورمزه 2443 حسب دليل الترميز الموحد للمناطق الإدارية بالمملكة العربية السعودية.